# Żeleźnik
Żeleźnik (deutsch: Eisenberg) ist ein Dorf in der Stadt- und Landgemeinde Strzelin (Strehlen) im Powiat Strzeliński   der Woiwodschaft Niederschlesien in Polen.

## Geographie
Żeleźnik liegt etwa zehn Kilometer südöstlich von Strzelin am Kernbach (Krynka), einem rechten Nebenfluss der Ohle. Nördlich des Dorfes verläuft die Woiwodschaftsstraße 378.
Nachbarorte sind Karszówek (Karisch) im Norden, Łojowice (Louisdorf) und Jegłowa (Riegersdorf) im Südwesten und Strąkowa (Kunzendorf) im Südosten.

## Geschichte
Das Dorf wurde erstmals 1363 als „Ysenborg“ bzw. „Eysenbergk“ erwähnt, als Christian Eicke Herr von Eisenberg war, und die Pfarrkirche St. Anna ist für das Jahr 1377 belegt. Spätere Besitzer waren 1556 Leonhard von Bischofsheim, 1590 Leonhard Friedrich von Bischofsheim, Nickel von Gersdorf († 1604), Nickel von Posadowsky, Adam von Gregersdorf († 1623), Sigismund Gregersdorf († 1623), Melchor von Dhyrn, Melchor Graf von Dhyrn († 1666), Franz Heinrich Freiherr von Hohenhaus († 1686), bis 1698 seine Söhne August, Heinrich und Franz Leopold von Hohenhaus, Helena Gräfin von Dhyrn geb. von Hohenhaus, Melchior Silvius Graf von Dhyrn, dessen Sohn Sylvius Friedrich von Dhyrn, bis 1746 Johann Ludwig Graf von Wassenberg und dessen Frau geb. Gräfin von Hoburg, bis 1753 Johann Heinrich Fischer, Johann Gottlob Nimptsch und Johann Gottfried Nimptsch († 1776) und dessen Erben.
Nach dem Ersten Schlesischen Krieg fiel Eisenberg 1741/42 mit fast ganz Schlesien an Preußen. Die alten Verwaltungsstrukturen wurden aufgelöst und Eisenberg in den Kreis Strehlen eingegliedert. Im Zuge der Stein-Hardenbergischen Reformen gehörte es seit 1815 zum Regierungsbezirk Breslau der Provinz Schlesien. 1783 zählte das Dorf ein herrschaftliches Vorwerk mit Wohngebäude, eine evangelische Kirche, die vormals als Begräbniskapelle diente, 32 Feuerstellen und 225 Einwohner. 1845 gehörte das Gut einem Baron von Koppy und bestand aus 58 Häusern, einem herrschaftlichen  Schloss, einem herrschaftlichen Vorwerk, 354 überwiegend evangelische Einwohnern (47 katholisch), einer evangelischen Pfarrkirche, einer evangelischen Schule, zwei Wassermühlen, eine Brau- und Brennerei und zwölf Handwerkern.
Als Folge des Zweiten Weltkriegs fiel Eisenberg mit dem größten Teil Schlesiens 1945 an Polen. Nachfolgend wurde es durch die polnische Administration in Żeleźnik umbenannt. Die deutschen Einwohner wurden, soweit sie nicht schon vorher geflohen waren, vertrieben. Die neu angesiedelten Bewohner stammten teilweise aus Ostpolen, das an die Sowjetunion gefallen war.

## Sehenswürdigkeiten

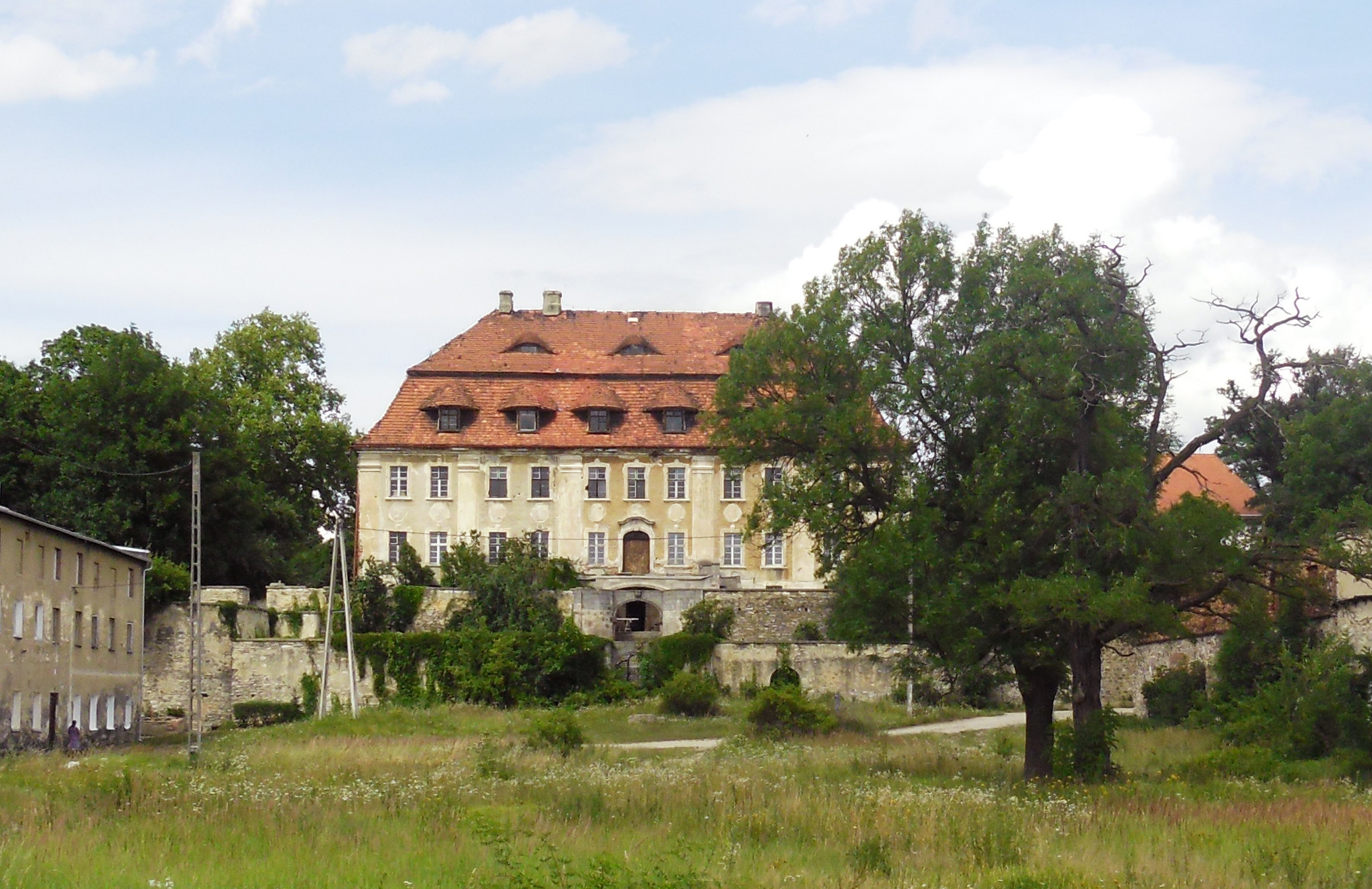
Schloss Eisenberg

- Das barocke Schloss Eisenberg (polnisch Pałac w Żeleźniku) entstand vermutlich um 1720 und wurde anstelle eines Hofs der Renaissance erbaut. Anfang des 20. Jahrhunderts wurde der Bau erneuert. Nach 1945 diente das unbeschädigte Schloss als Kinderheim, später als Wohnsitz der PGR. Umgeben ist der Schlossbau von einem verwilderten Landschaftspark.[3]
- Die römisch-katholische Filialkirche mit dem Patrozinium Unsere Liebe Frau (polnisch Kościół Matki Bożej Szkaplerznej) wurde erstmals 1377 erwähnt, damals mit dem Patrozinium St. Anna. Seit der Reformation bis 1676 und von 1709 bis 1945 war sie evangelische Pfarrkirche. Umbauten erfolgten im 18. Jahrhundert und Anfang des 20. Jahrhunderts. Im Kanzelaltar werden eine Kreuzigung aus Stein und auf der Predella das Letzte Abendmahl dargestellt. Der Taufstein wurde um 1580 geschaffen. An der südlichen Innenwand befindet sich ein frühgotisches Steinportal. Das Dach ist mit einem hölzernen Giebelreiter  mit Schweifhaube und Laterne verziert. Die Epitaphe an der Außenwand sind aus dem 15. und 16. Jahrhundert. Seit 1819 war die Kirche mit Riegersdorf verbunden, wo der Pastor wohnte. Eingepfarrt waren Eisenberg (mit Widum) und Karisch. Katholisch gehörte der Ort vormals zu Siebenhufen.[4]
- Heldendenkmal der Roten Armee
- Obelisk mit Statue der hl. Donata